# Bistum Syros
Das Bistum Syros (und Milos) (lateinisch Dioecesis Syrensis (et Milensis)) ist ein in Griechenland gelegenes römisch-katholisches Bistum mit Sitz in Ano Syros, einer Gemeinde von Syros-Ermoupoli auf der Insel Syros.
Das Bistum wurde im 13. Jahrhundert (1207) begründet und umfasste die Inseln Syros und Gyaros.
In osmanischer Zeit kamen die Türken nur zur Eintreibung der Steuern, so dass dem Bischof 1744 auf Volkszuruf die Verwaltung der Insel Syros übertragen wurde, diese Rolle übte er bis zur Gründung des Königreichs Griechenland aus. Mit den Jahren kamen auch Griechisch-Orthodoxe Christen auf die Insel, welche seit der Industrialisierung das westlich orientierte Großbürgertum bildeten, während die katholische Bevölkerung den Part der volkstümlich-griechischen Landbevölkerung übernahm.
Im Jahre 1900 wurde das Bistum Milos mit Syros vereinigt. Seit 1947 ist der Bischof in persona episcopi zugleich Bischof von Santorini.
Die Kathedrale St. Georg aus dem Spätmittelalter befindet sich in Ano Syros (Ermoupolis) und wurde im 19. Jahrhundert restauriert. Dort befindet sich unter anderem eine Ikone des heiligen Georgs, der auch Patron des Bistums ist.
Heute erstreckt sich das Bistum über die Kykladeninseln Syros, Milos, Kimolos, Kea, Kithnos, Sifnos und Serifos.
Der Bischof ist zugleich Administrator des Bistums Kreta.